# Cadillac Sky
Cadillac Sky es un grupo estadounidense de bluegrass con sede en Nashville (Tennessee) . Su álbum debut "Blind Man Walking" es ampliamente considerado como uno de los mejores álbumes de la música Progressive Bluegrass. 

## Historia
Cadillac Sky fue fundado por Matt Menefee (banjo), Ross Holmes (violín), Bryan Simpson (mandolina), Mike Jump (guitarra, voz) y Matt Blaize (bajo, voz) en Texas en 2002.  Grabaron su primer álbum, Blind Man Walking, en 2006, que incluía principalmente melodías tradicionales de bluegrass.  
En 2008, la banda tocó en el Panhandle Bluegrass Festival en Hedgesville (Virginia Occidental), y lanzó un álbum, Gravity's Our Enemy.  El cantante y mandolinista Bryan Simpson  dejó la banda en medio de una gira en 2010,  y fue reemplazado por el guitarrista Levi Lowrey.  Ese mismo año la banda tocó en Merlefest y el guitarrista David Mayfield se unió a la banda.  El tercer álbum de la banda, Letters in the Deep, combinó elementos de blues, rock country y jazz con algunos temas de bluegrass más tradicionales.  La mayoría de las canciones fueron escritas por miembros de la banda. 
En 2011 los miembros de la banda decidieron hacer una pausa para tomar caminos separados pero sin cerrar la puerta a un futuro regreso. La formación en ese momento estaba compuesta por Matt Menefee,  Ross Holmes, Levi Lowrey, David Mayfield,  y Andy "The Panda" Moritz (bajo).

## Discografía
- 2003 - Talent Show[11]
- 2007 - Blind Man Walking
- 2008 - Gravity's Our Enemy[12]
- 2010 - Letters in the Deep[13]